# Гусаркино
Гуса́ркино (рос. Гусаркино, башк. Гусаркин) — присілок у складі Белебеївського району Башкортостану, Росія. Входить до складу Семенкинської сільської ради.
Населення — 44 особи (2010; 49 в 2002).
Національний склад:
- чуваші — 100 %